# Староалейское
Староале́йское — село в Алтайском крае, административный центр Третьяковского района и сельского поселения Староалейский сельсовет.

## География
Расположено к юго-западу от Барнаула на расстоянии 352 км, что занимает около 6 часов поездки на автобусе. Ближайшая железнодорожная станция Третьяково расположена в 18 км. Село располагается в центре района, на расстоянии 20 км от Казахстана. Через территорию села протекает река Алей.

## История
Поселение было основано в 1766 году. В связи со строительством православного храма получило статус села.
В XIX веке, в связи с бурным развитием сельского хозяйства и экономики Южной Сибири, село становится административным центром Алейской волости, относящейся к Бийскому уезду Томской губернии. В 1894 году из части волостей юго-западных территорий Бийского уезда (в том числе — Алейская волость) создаётся новый Змеиногорский уезд Томской губернии.
Летом 1917 года решением Временного правительства Российской державы южные волости и уезды выводятся из состава Томской губернии и образуют вновь создаваемую Алтайскую губернию. При этом волость передана в состав Барнаульского уезда.
При завершении Гражданской войны и со вступлением Красной Армии в Западную Сибирь в декабре 1919, в феврале 1920 года в Старо-Алейском формируются первые органы советской власти — волревком, волВЧК, волостной совет депутатов, волисполком, волвоенкомат, волотдел милиции, волостной суд. Как орган местного самоуправления поселением формируется сельсовет. Все эти органы власти координируются и управляются Рубцовским райкомом РКП(б).
Летом 1921 года, при преобразовании Змеиногорского уезда в Рубцовский уезд, волость передана в состав Рубцовского уезда..
В 1924—1925 годах осуществлялась реформа районирования, заключавшаяся в упразднении прежней системы земств, волостей, уездов и губерний, с созданием системы первичных административно-территориальных единиц районов, формирующих новые советские края и области. 
Постановлением заседания Сибревкома от 27 мая 1924 года был образован Алейский район с центром в с. Алейское (ж.д. посёлок Алейск), включивший в себя территории и селения нескольких прежних волостей прежнего Рубцовского уезда. Окончательно преобразование завершилось к маю 1925 года. Так село потеряло статус административного центра (здесь сохранялся лишь сельсовет).
К 1930-м годам в СССР принято новое написание двойных наименований поселений и территорий: село стало носить наименование Староалейское (без дефиса).

Покровская церковь в центре Староалейского

С 1925 по 1930 село и приданные ему окрестные деревни называлась территорией Староалейского сельсовета Алейского района Рубцовского округа Сибирского края.
В 1930 году Сибирский край был реорганизован в Западно-Сибирский край. Из его состава в 1935 году была выведена южная территория, ставшая самостоятельным Алтайским краем.
В период 1928—1935 годов крайисполком Сибири проводил политику раскрестьянивания, все крестьянские семьи, имевшие в собственности дома и скотину (и не сдавшие её добровольно в колхозы) лишались сначала собственности на весь свой урожай (искусственный голод весной 1928), а затем лишались собственности и высылались в суровый Нарымский край. 
Оставшееся население было вовлечено в развитие колхозного строя. 
С началом Великой Отечественной войны мужчины села были мобилизованы на фронт. Живыми вернулись немногие из них.
В 1944 году в составе Алтайского края формируется новый, Третьяковский район, в состав которого были включены земли Староалейского сельсовета.
В послевоенное трудное время село восстанавливало свой сельскохозяйственный потенциал. К 1970-м годам развернулось строительство объектов соцкультбыта.

## Население
| 1926  | 1959  | 1970  | 1979  | 1989  | 1997  |
| ----- | ----- | ----- | ----- | ----- | ----- |
| 2636  | ↗2993 | ↘2951 | ↗3856 | ↗4594 | ↗5003 |
| 1998  | 1999  | 2000  | 2001  | 2002  | 2003  |
| ↗5102 | ↘5076 | ↗5176 | ↗5289 | ↘5002 | ↗5088 |
| 2004  | 2005  | 2006  | 2007  | 2008  | 2009  |
| ↗5114 | ↗5208 | ↗5311 | ↘5281 | ↘5200 | ↘5107 |
| 2010  | 2011  | 2012  | 2021  |       |       |
| ↘4769 | ↘4750 | ↘4646 | ↘4195 |       |       |

## Экономика и социальная сфера
Экономика представлена в основном сельским хозяйством и пищевой промышленностью. В перечень компаний Староалейского входит местный маслосырозывод, осуществляющий производство и оптовые поставки разнообразной молочной продукции. Сырьё для завода поставляют староалейские предприятия животноводства. 
В каталоге фирм Староалейского, занятых в животноводческой отрасли – совхоз Змеиногорский (п. Садовый), ТОО Первокаменское (с. Первокаменка), ТОО «Память Кирова» (с. Корболиха), ТОО Плосковское (с. Плоское) и другие. Оптовыми поставками зерна занимается сельхозкооператив «Алей». Также реестр предприятий Староалейского содержит СПК «Корболиха» в одноимённом селе и СПК колхоз «Сибирь» (с. Екатерининское). 
В справочнике организаций Староалейского – местный хлебозавод. ОАО «Третьяковский хлеб» выполняет поставки хлебобулочных изделий оптом.
Финансовые организации: отделение Сбербанка России и расчётно-кассовый центр. Также в список учреждений Староалейского входят общеобразовательные школы, детские сады, библиотеки. Среди староалейских организаций – государственная администрация, суд, медицинские учреждения, аптеки. Находится вблизи станции Третьяково.

## Радио
- 103,4 Радио России / ГТРК Алтай

## Известные уроженцы
- Гуляев, Степан Иванович (предположительно) (1806—1888) — русский историк, этнограф, фольклорист, естествоиспытатель и изобретатель, исследователь Алтая.
- Каверзина, Устинья Леонтьевна (1924—1988) — звеньевая колхоза, за доблестный труд (получение высоких урожаев пшеницы, ржи и сахарной свёклы) в 1948 году удостоена звания Героя Социалистического Труда с вручением ордена Ленина и золотой медали «Серп и Молот». Кавалер ордена Трудового Красного Знамени (1950).
- Александр Петрович Калашников (1914—1943) — участник Великой Отечественной войны, гвардии старший лейтенант. Проявил личное мужество при освобождении территории Украинской ССР от немецко-фашистских захватчиков и удостоенный звания Героя Советского Союза (посмертно).
- Сергей Петрович Тарасов (род.в 1965) — советский и российский биатлонист, олимпийский чемпион и двукратный чемпион мира. Заслуженный мастер спорта России (1994). Единственный в истории российского мужского биатлона чемпион мира и олимпийский чемпион в индивидуальной гонке.
- Иван Тимофеевич Шикунов (1915—1944) — участник Великой Отечественной войны, старший лейтенант, заместитель командира батальона по политической части 610-го стрелкового полка 203-й стрелковой дивизии 12-й армии 3-го Украинский фронта). Проявил личное мужество при освобождении территории Украинской ССР от немецко-фашистских захватчиков и удостоенный звания Героя Советского Союза (посмертно).